# 音響音声学
音響音声学(英: acoustic phonetics)は言語音の音響的側面を扱う、音声学の下位分野である。

## 概要
音響音声学は波形の平均二乗振幅、その持続時間、基本周波数のような時間領域の特徴や周波数スペクトルなどの周波数領域の特徴、時間と周波数を組み合わせたスペクトル経時や、これらの特性と音声学のほかの分野との関係（調音音声学、聴覚音声学）まで調べ、単音、句、発音などの言語学的な概念の抽象化する。
話し手が音声を聞き手に伝達する、という伝達行為においては、当然の事であるが、話し手が調音器官のどの部分をどのように動かして、聞き手に音声を伝達するのかというよりは、どんな音波を聞き手に伝えているかというほうが重要である。

## 歴史
音響音声学の研究はエジソンの蓄音機の発明により、19世紀後半に大幅に高められた。蓄音機により音声信号を記録し、後で処理し分析することが可能になった。蓄音機から同じ音声信号を複数回再生し、毎回異なるバンドパスフィルタでフィルタリングすることにより、音声発話のスペクトログラムを構築することができる。19世紀終わりの20年間にPflügers Archivに発表されたLudimar Hermannの一連の論文は、エジソンの蓄音機を用いて母音と子音のスペクトル特性を調べたものであり、ここでフォルマントという用語が初めて導入された。HermannはWillisとホイートストンの母音生成の理論を区別するために、エジソンの蓄音機を用いて異なる速度で録音した母音を再生した。
アレキサンダー・グラハム・ベルが主体となって、電話産業が発展したことにより、音響音声学はさらに進歩した。第二次世界大戦中、ベル研究所（分光器を開発した）により周期的および非周期的な言語音、声道の共鳴、母音のフォルマント、発声、プロソディーなどのスペクトル特性の体系的研究が大いに進められた。ちなみに、アレキサンダー・グラハム・ベルの父、アレクサンダー・メルヴィル・ベルは音声学者である。
積分線形予測残差 (Integrated linear prediction residuals、ILPR) は、1995年にT. V. Ananthapadmanabhaにより提案された効果的な特徴であり、音声源信号に非常に近似している。このことはエポックまたは声門が閉まる瞬間を正確に推定するのに非常に有効であることが分かった。A. G. RamakrishnanらはILPRの離散コサイン変換係数には、メル周波数ケプストラム係数を補う話者情報が含まれていることを示した。Plosion指数はT. V. Ananthapadmanabhaらにより閉鎖-破裂変化を特徴付けるために導入された時間領域の特徴である違うスカラーである。
理論的なレベルにおいては、発話音響は電気回路と似た方法でモデル化することができる。レイリー卿は新たな電気理論が音響学に使えることを初めて認識した人物であるが、1941年に千葉勉と梶山正登の著書『母音：その性質と構造』の中で回路モデルが有効に使われるまで使われなかった（日本に勤務する日本人著者によるこの本の英語版は第二次世界大戦の真っ最中に出版された）。
1952年、ロマーン・ヤーコブソン、Gunnar Fant、モリス・ハレが"Preliminaries to Speech Analysis"を著し、音響音声学と音韻論を結びつけた。この小さい本に続けて、1960年に出されたFantの "Acoustic Theory of Speech Production" は長きにわたり学会・産業界のいずれにおいても発話音響学の主要な理論的基礎であった（Fantは電話産業に大いに携わっていた）。この分野を形作った重要な人物としては他に"Acoustic Phonetics"を著したケネス・スティーブンズや、藤村靖、ピーター・ラディフォギッドがいる。

## 影響
音響音声学が発達する以前は、音声記述が調音位置に重きを置き、調音法を軽く扱ったりする傾向が一部に見られた。また、音声の解釈を音声学者自身の耳に頼るのみであったため、音声学者の間で意見の相違が出やすくなるなどの問題があった。音響音声学が発達したことが、結果としてこれらの問題を解決することに大いに役立っている。

## 関連書物
- Clark, John; & Yallop, Colin. (1995). An introduction to phonetics and phonology (2nd ed.). Oxford: Blackwell. ISBN 0-631-19452-5.
- Johnson, Keith  (2003). Acoustic and Auditory Phonetics (Illustrated). 2nd edition by Blackwell Publishing Ltd. ISBN 1-4051-0122-9 (hardback: alkaline paper); ISBN 1-4051-0123-7 (paperback: alkaline paper).
- Ladefoged, Peter (1996). Elements of Acoustic Phonetics (2nd ed.). The University of Chicago Press, Ltd. London. ISBN 0-226-46763-5 (cloth); ISBN 0-226-46764-3 (paper).
- Fant, Gunnar. (1960). Acoustic theory of speech production, with calculations based on X-ray studies of Russian articulations. Description and analysis of contemporary standard Russian (No. 2). s'Gravenhage: Mouton. (2nd ed. published in 1970).
- Hardcastle, William J.; & Laver, John (Eds.). (1997). The handbook of phonetic sciences. Oxford: Blackwell Publishers. ISBN 0-631-18848-7.
- Hermann, L.  (1890) "Phonophotographische Untersuchungen".  Pflüger's Archiv. f. d. ges Physiol. LXXIV.
- Jakobson, Roman; Fant, Gunnar; & Halle, Morris. (1952). Preliminaries to speech analysis: The distinctive features and their correlates. MIT acoustics laboratory technical report (No. 13). Cambridge, MA: MIT.
- Flanagan, James L. (1972). Speech analysis, synthesis, and perception (2nd ed.). Berlin: Springer-Verlag. ISBN 0-387-05561-4.
- Kent, Raymond D.; & Read, Charles. (1992). The acoustic analysis of speech. San Diego: Singular Publishing Group. ISBN 1-879105-43-8.
- Pisoni, David B.; & Remez, Robert E. (Eds.). (2004). The handbook of speech perception. Oxford: Blackwell. ISBN 0-631-22927-2.
- Stevens, Kenneth N. (2000). Acoustic Phonetics. Current Studies in Linguistics (No. 30). Cambridge, MA: MIT. ISBN 0-262-69250-3.
- Stevens, Kenneth N. (2002). “Toward a model for lexical access based on acoustic landmarks and distinctive features”. The Journal of the Acoustical Society of America 111 (4):  1872–1891. doi:10.1121/1.1458026. PMID 12002871.
- Ladefoged, Peter and Sandra F. Disner (2012) Vowels and Consonants, Wily-Blackwell, 『母音と子音：音声学の世界に踏み出そう』田村幸誠・貞光宮城訳、開拓社、2021年. ISBN 978-4-7589-2286-9